# ایستگاه راه‌آهن ارومیه
ایستگاه راه‌آهن ارومیه یک ایستگاه راه‌آهن در شهر ارومیه، ایران است.
این ایستگاه که در ۲۸ آبان ۱۳۹۷ تأسیس شده از طریق خط راه‌آهن مراغه-ارومیه به راه‌آهن آذربایجان (تهران-تبریز) متصل است.

## نگارخانه

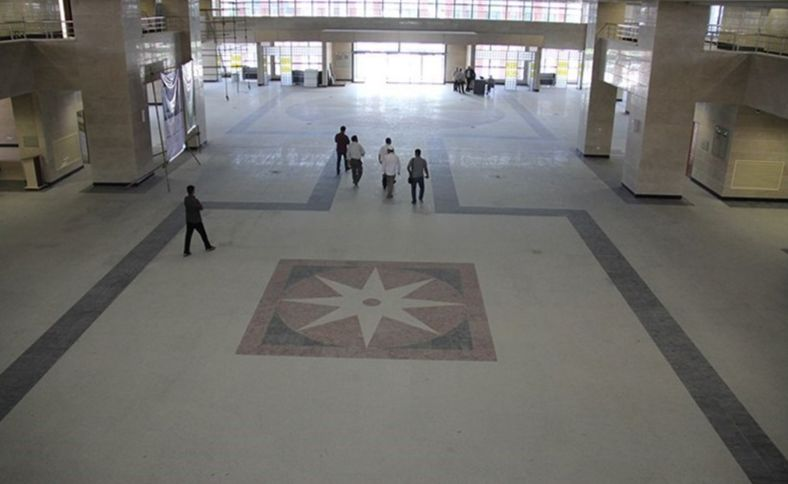
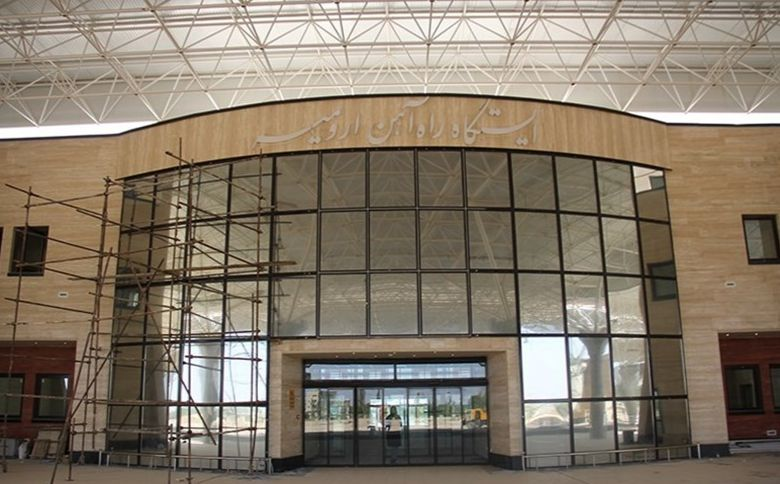
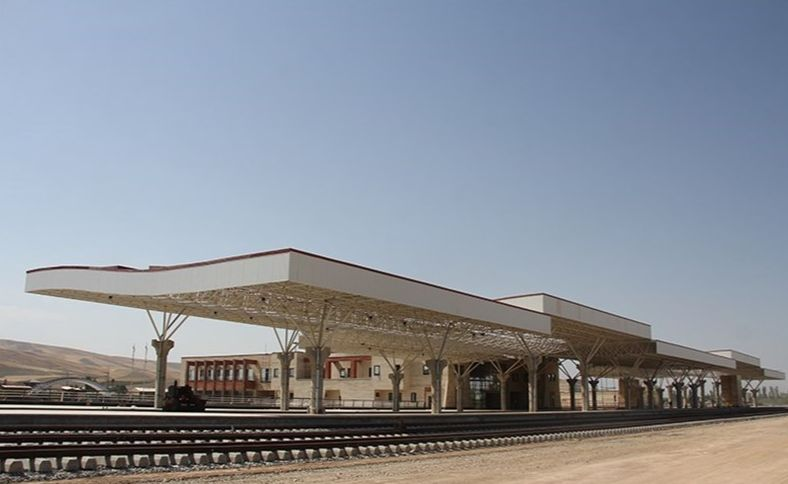
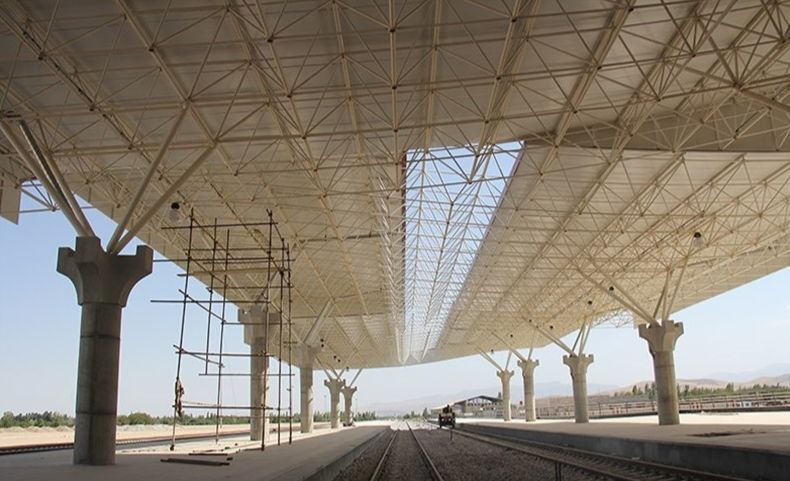
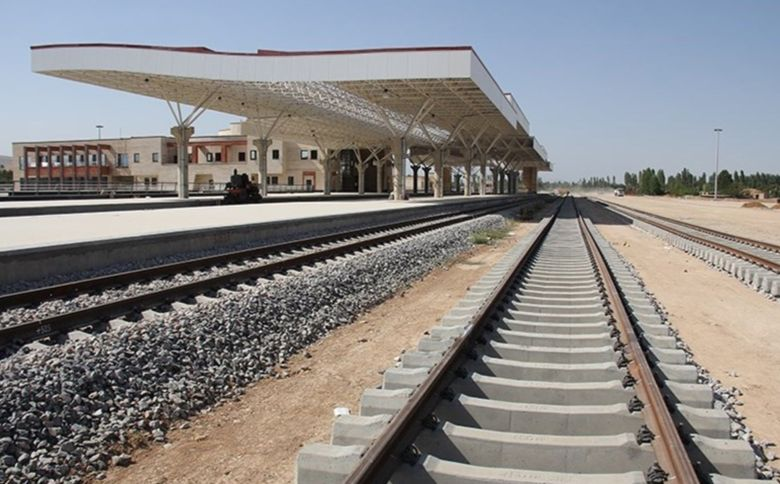